# The Adderall Diaries
The Adderall Diaries (bra: Traumas de Infância) é um filme de drama policial americano de 2015 escrito e dirigido por Pamela Romanowsky, baseado em um livro de "memórias de crimes reais" de mesmo nome de Stephen Elliott. O filme é estrelado por James Franco, Ed Harris, Amber Heard e Christian Slater.

## Elenco
- James Franco como Stephen Elliott
  - Timothée Chalamet como Stephen Elliott (jovem)
- Ed Harris como Neil Elliott
- Amber Heard como Lana Edmond
- Jim Parrack como Roger
  - Daniel Flaherty Roger (jovem)
- Christian Slater como Hans Reiser
- Cynthia Nixon como Jen Davis
- Adam LeFevre como Bill DuBois
- Michael Cristofer como Paul Hora
- Wilmer Valderrama como Josh